# Bactrocera sulawesiae
Bactrocera sulawesiae är en tvåvingeart som beskrevs av Drew och Albany Hancock 1994. Bactrocera sulawesiae ingår i släktet Bactrocera och familjen borrflugor. Inga underarter finns listade.